# Kurt Schwaen
Kurt Schwaen (Katowice , 21 de junio de 1909– Berlín, 9 de octubre de 2007) fue un compositor alemán.

## Biografía
Schwaen estudió piano, órgano y composición bajo la tutela de Fritz Lubrich. De 1929 a 1933 estudió en las universidades de Berlín y Breslau, entre los que tuvo como profesores a Curt Sachs y Arnold Schering. En 1930 conoció a Hanns Eisler que influyñoi profundamente en su estilo de composición. Después de militancia en un grupo estudiantil antifascista, se unió al Partido Comunista de Alemania; entre 1935 y 1938 estuvo encarcelado debido a sus opiniones políticas.
Después de la guerra, volvió a Berlín y dedicó gran parte de su tiempo a reconstruir la cultura musical de esa ciudad, escribiendo composiciones para grupos musicales amateur, coros, escuelas de música y conjuntos de cámara, publicando y ejerciendo como asesor musical. Entre 1953 y 1956 colaboró con Bertolt Brecht, que influyó profundamente en sus futuras composiciones. También colaboró con Ernst Busch. Compuso en diversos géneros, incluyendo una cantata para niños titulada "El rey Midas". En 1961 se incorporó a la Academia de Artes de la RDA, donde dirigió el departamento de música entre 1965 y 1970. De 1962 a 1978 fue presidente del Comité Nacional de la Música Folk de la Alemania Occidental. Entre 1973 y 1981 dirigió un teatro musical en Leipzig. Entre sus distinciones., destacana el doctorado honorario de la Universidad de Leipzig (1983) entre otros. La extensa obra de Schwaen comprende más de 620 títulos. Varias obras, como el Concierto para piano n.º 2 (1987), muestran la influencia de sus numerosas visitas a Vietnam. Entre sus obras posteriores se incluye el poema musical colaborativo Potsdamer Platz (1998). Obras suyas, como «König Midas», fueron publicadas por Friedrich Hofmeister Musikverlag.

## Obras
Para orquesta
- Sinfonietta KSV 142 (1957)
- Sinfonietta piccola KSV 374 (1974, rev. 1977)
- 3 Tanzsuiten (Nr.1 KSV 14, 1947, Nr.2 KSV 67, 1952, Nr.3 KSV 200, 1960)
- Ostinato 56 KSV 122 (1956)
- Jeu parti KSV 482 (1985)
- Piano Concerto no.1 KSV 259 (1963, rev. 1964)
- Piano Concerto no.2 "Vietnamesisches Konzert" KSV 515 (1987)
- Concert pour la jeunesse KSV 620 (1999)
- Violin Concerto KSV 433 (1979)
- Concerto for Clarinet, Trumpet and Orchestra KSV 174 (1959)

Óperas
- Die Horatier und die Kuratier (children's opera) KSV 104 (1955/56)
- Pinocchios Abenteuer (children's opera), KSV 322 (1969/70, rev. 1997)
- Fetzers Flucht KSV 167 (1959)
- Leonce und Lena KSV 204 (1960/61)

Otras
- König Midas (cantata) KSV 144 (1958)

Música de cámara
- Volksliederstreichquartett KSV 143 (1958)
- Quartettino für Streichquartett KSV 615 (1998), rev. als Divertimento KSV 656 (2005)
- Piano Trio Nr.1 KSV 319 (1969)
- Piano Trio Nr.2 KSV 413 (1969/78)
- Piano Trio Nr.3 KSV 460 (1982)
- Piano Trio Nr.4 KSV 474 (1983)
- Piano Trio Nr.5 "en miniature" KSV 509 (1987)
- „Tänzerische Impressionen“ KSV 522 (1988)
- „Fern und nah. Neue Nationaltänze“ KSV 556,1 (1991)
- „Concertino. Hommage à Bartók“ für Violoncello und Klavier KSV 558 (1991)
- zahlreiche andere Werke für unterschiedliche Besetzungen

Música para piano
- 5 Tanzbilder KSV 8 (1940)
- Movimenti KSV 457 (1957–82)
- Vietnamesische Impressionen KSV 546 (1990/91)
- Nocturne lugubre KSV 568 (1992)
- Nachlese KSV 638 (2002)
- Duo carattere KSV 601 (1997)